# Leopoldsdorf im Marchfeld
Leopoldsdorf im Marchfeld è un comune austriaco di 2 746 abitanti nel distretto di Gänserndorf, in Bassa Austria; ha lo status di comune mercato (Marktgemeinde). Nel 1971 ha inglobato il comune soppresso di Breitstetten.